# Greppi Savana/Alpina
Greppi Savana/Alpina – terenowy samochód osobowy produkowany przez włoską firmę Greppi.

## Greppi Savana
Greppi Savana – terenowy samochód osobowy produkowany przez włoską firmę Greppi, zaprezentowany w 1979 roku.

## Greppi Alpina
Greppi Alpina – terenowy samochód osobowy produkowany przez włoską firmę Greppi. Jest to mniejsza (węższa i niższa) wersja samochodu Greppi Savana.